# Oscilații de tip solar
Oscilațiile de tip solar sunt fluctuațiile observate pe stele, care au loc în același mod cu oscilațiile de pe Soare, prin convecție în straturile sale exterioare. Spre deosebire de situația cu mecanismul de oscilații create de opacitate, în această situație toate modurile apar într-o anumită gamă de frecvențe, ceea ce face mai ușor detectarea oscilațiilor. Convecția pe suprafață conduce, de asemenea, la amortizarea modurilor, fiecare dintre ele putând fi reprezentată în spațiul de frecvență al curbei Lorenz, iar lățimea curbei corespunde duratei de viață a modului de oscilare: cu cât mai rapid decade modul, cu atât curba Lorentz este mai mare. Se crede că toate stelele cu zone de convecție de suprafață au oscilații asemănătoare Soarelui. Printre aceste stele se numără stelele reci ale secvenței principale (cu o temperatură a suprafeței de până la aproximativ 7000 K), subgigante și gigantei roșii. Deoarece amplitudinile oscilațiilor sunt mici, studiul lor se efectuează în principal atunci când se observă cu nave spațiale.
Datele despre oscilațiile asemănătoare Soarelui sunt folosite pentru a determina masele și razele stelelor cu planete și sunt de asemenea folosite la măsurările de rafinare a maselor și a razei planetelor.